# Lego City – Abenteuer
Lego City – Abenteuer (Originaltitel: Lego City Adventures) ist eine amerikanisch-dänische computeranimierte Zeichentrickserie der Lego Group.
Sie wurde am 22. Juni 2019 auf Nickelodeon USA uraufgeführt und ist damit nach der Lego Hero Factory 2010 die zweite Lego-Serie auf dem Kanal. In Deutschland hatte die Serie am 13. August 2019 auf dem Streamingportal Kividoo die Premiere und die erste Fernsehausstrahlung war am 22. September 2019  auf dem Sender Super RTL.

## Inhalt
Im Gegensatz zu vielen LEGO-Fernsehserien und Specials, die sich mit dem Fantastischen befassen, konzentriert sich diese Serie in der weitläufigen und vielfältigen Metropole LEGO City auf Charaktere, die viel bodenständiger sind und deren Arbeit dazu beiträgt, die Community zu erreichen. Unter den gewöhnlichen Bewohnern, die in außergewöhnliche Abenteuer verwickelt sind, befinden sich der Cop Sergeant Duke DeTain, die krisenbereite Feuerwehrchefin Freya McCloud, die mürrische Straßenkehrerin Shirley Keeper, der eifrige Handwerker Harl Hubbs, der engagierte Bürgermeister Solomon Fleck, Vizebürgermeister Carol Yay, die rivalisierenden Geschäftsleute R. E. Fendrich und Mary Sinclair, Freyas lästiger Neffe Billy McCloud und der Skateboard-Polizeichef Percival „Wheelie“ Wheeler.

## Folgen

### Überblick
| Staffel | Folgen        | Original-Ausstrahlung      | Deutsche Ausstrahlung           | Deutsche Online-Premiere |
| ------- | ------------- | -------------------------- | ------------------------------- | ------------------------ |
| 1       | 10 (20 Teile) | 22. Juni bis 8. Dez. 2019  | 13. Aug. 2019 bis 18. Jan. 2020 | 13. August 2019          |
| 2       | 10 (20 Teile) | 8. März bis 12. Dez. 2020  | 31. Aug. bis 10. Sep. 2020      | 31. August 2020          |
| 3       | 11 (22 Teile) | 12. März bis 27. Juni 2021 | 23. Aug. bis 4. Okt. 2021       | 12. September            |
| 4       | 10 (20 Teile) | 25. Okt. bis 22. Nov. 2022 | 13. März bis 24. März 2023      | 30. November 2022        |

### Staffel 1 (2019)
| #  | Originaltitel        | Original-Ausstrahlung (USA) | Deutscher Titel             | Deutsche Ausstrahlung | Deutsche Online-Premiere |
| -- | -------------------- | --------------------------- | --------------------------- | --------------------- | ------------------------ |
| 1  | Cubs and Robbers     | 22. Juni 2019               | Helden und Räuber           | 22. September 2019    | 13. August 2019          |
| 1  | Billy the Bug        | 22. Juni 2019               | Billy hebt ab               | 22. September 2019    | 13. August 2019          |
| 2  | Sky Police           | 29. Juni 2019               | Luft Polizei                | 29. September 2019    | 13. August 2019          |
| 2  | Father‘s Day Parade  | 29. Juni 2019               | Kontrolletti-Bennett        | 29. September 2019    | 13. August 2019          |
| 3  | Race to the Top      | 6. Juli 2019                | Kampf der Giganten          | 6. Oktober 2019       | 13. August 2019          |
| 3  | Meet Harl Hubbs      | 6. Juli 2019                | Harl Hubbs hilft            | 6. Oktober 2019       | 17. September 2019       |
| 4  | Doorman of the City  | 27. Juli 2019               | Hände-weg-Tag               | 13. Oktober 2019      | 17. September 2019       |
| 4  | Fendrich In The Wild | 27. Juli 2019               | Fendrich in freier Wildbahn | 13. Oktober 2019      | 17. September 2019       |
| 5  | Poppy Starr          | 10. August 2019             | Poppy Starr                 | 20. Oktober 2019      | 17. September 2019       |
| 5  | The Spooky One       | 10. August 2019             | Das Spukhaus                | 20. Oktober 2019      | 17. September 2019       |
| 6  | Small Carol          | 10. November 2019           | Die Kleine Carol            | 4. Januar 2020        | 7. Oktober 2019          |
| 6  | Last Man Floating    | 10. November 2019           | Wer fliegt mit zum Mars?    | 4. Januar 2020        | 7. Oktober 2019          |
| 7  | Evil Layers          | 17. November 2019           | Der Meisterverbrecher       | 5. Januar 2020        | 7. Oktober 2019          |
| 7  | Buster               | 17. November 2019           | Buster                      | 11. Januar 2020       | 7. Oktober 2019          |
| 8  | Shirley Keeper       | 24. November 2019           | Shirley Sauber singt        | 11. Januar 2020       | 7. Oktober 2019          |
| 8  | 3, 2, 1              | 24. November 2019           | Die Mars-Mission beginnt    | 12. Januar 2020       | 27. Oktober 2019         |
| 9  | Police Navidad       | 1. Dezember 2019            | Fröhliche Polizeinachten    | 5. Januar 2020        | 27. Oktober 2019         |
| 9  | Paradoors            | 1. Dezember 2019            | Die Tür der Türen (Teil 1)  | 12. Januar 2020       | 27. Oktober 2019         |
| 10 | Slam the Door        | 8. Dezember 2019            | Die Tür der Türen (Teil 2)  | 18. Januar 2020       | 27. Oktober 2019         |
| 10 | Jailbreak!           | 8. Dezember 2019            | Hinter Gittern              | 18. Januar 2020       | 27. Oktober 2019         |

### Staffel 2 (2020)
| #  | Originaltitel                         | Original-Ausstrahlung (USA) | Deutscher Titel                    | Deutsche Ausstrahlung | Deutsche Online-Premiere |
| -- | ------------------------------------- | --------------------------- | ---------------------------------- | --------------------- | ------------------------ |
| 1  | Buster Moves                          | 8. März 2020                | Jäger des verlorenen Bartes        | 31. August 2020       | 31. August 2020          |
| 1  | To Cop or Not to Cop                  | 8. März 2020                | Der Kuchenmacher                   | 31. August 2020       | 31. August 2020          |
| 2  | Handle with Car                       | 15. März 2020               | Dukes neuer Partner                | 1. September 2020     | 31. August 2020          |
| 2  | The Silver Blur                       | 15. März 2020               | Silberstreif                       | 1. September 2020     | 31. August 2020          |
| 3  | Harl Hubbs Day                        | 29. März 2020               | Harl-Hubbs-Tag                     | 2. September 2020     | 31. August 2020          |
| 3  | Ann They‘re Off                       | 29. März 2020               | Annes Traum                        | 2. September 2020     | 31. August 2020          |
| 4  | Bob and Clemmons‘ Excellent Adventure | 12. Juli 2020               | Ungewöhnliche Rettungsmethoden     | 3. September 2020     | 3. September 2020        |
| 4  | The Man With No Name With A Name      | 12. Juli 2020               | Der Namenlose mit Namen            | 3. September 2020     | 31. August 2020          |
| 5  | Daisy Chain Gang                      | 19. Juli 2020               | Daisys Bande                       | 4. September 2020     | 4. September 2020        |
| 5  | Backdraft to School                   | 19. Juli 2020               | Zurück zur Schule                  | 4. September 2020     | 4. September 2020        |
| 6  | Running Mates                         | 26. Juli 2020               | Die Spaß-Rede                      | 7. September 2020     | 4. September 2020        |
| 6  | Dirty Duke                            | 26. Juli 2020               | Gauner Duke                        | 7. September 2020     | 4. September 2020        |
| 7  | For Wheeler                           | 2. August 2020              | Wheelers Geburtstag                | 8. September 2020     | 4. September 2020        |
| 7  | Brickmuda Heptagon                    | 2. August 2020              | Brickmuda Siebeneck                | 9. September 2020     | 11. September 2020       |
| 8  | The Quacken                           | 9. August 2020              | Das Quacken                        | 8. September 2020     | 4. September 2020        |
| 8  | The Treasure of Nosepatch             | 9. August 2020              | Der Schatz von Kapitän Nasenklappe | 9. September 2020     | 4. September 2020        |
| 9  | Midden Fleasure                       | 16. August 2020             | Versprecher und Verbrecher         | 11. September 2020    | 11. September 2020       |
| 9  | Tread of Alive                        | 16. August 2020             | Wettrennen gegen die Polizei       | 11. September 2020    | 11. September 2020       |
| 10 | Arrest Ye Merry Gentleman             | 12. Dezember 2020           | Weihnachtsparty mit Hindernissen   | 10. September 2020    | 11. September 2020       |
| 10 | Ride Along Kid                        | 12. Dezember 2020           | Kein Kinderspiel                   | 10. September 2020    | 11. September 2020       |

### Staffel 3 (2021)
| #  | Originaltitel                 | Original-Ausstrahlung (Kanada) | Deutscher Titel                   | Deutsche Ausstrahlung | Deutsche Online-Premiere |
| -- | ----------------------------- | ------------------------------ | --------------------------------- | --------------------- | ------------------------ |
| 1  | Thank Hank                    | 12. März 2021                  | Hank sei Dank                     | 23. August 2021       | 11. September 2021       |
| 1  | Are The Kids Watching?        | 12. März 2021                  | Der Held der Stadt                | 23. August 2021       | 11. September 2021       |
| 2  | Shirley P.I.                  | 19. März 2021                  | Shirley, die Müll-Polizistin      | 24. August 2021       | 11. September 2021       |
| 2  | Please and Fang You           | 19. März 2021                  | Vorurteile über Reißzähne         | 24. August 2021       | 11. September 2021       |
| 3  | Class Act                     | 26. März 2021                  | Ein klasse Einsatz                | 22. September 2021    | 11. September 2021       |
| 3  | We‘re #1                      | 26. März 2021                  | Wir sind Nummer 1                 | 22. September 2021    | 11. September 2021       |
| 4  | Wylde Wex                     | 2. April 2021                  | Wylde Wex                         | 23. September 2021    | 11. September 2021       |
| 4  | Business is Booming           | 2. April 2021                  | Das Geschäft boomt!               | 23. September 2021    | 11. September 2021       |
| 5  | Makeover and Over             | 9. April 2021                  | Alles nochmal neu                 | 24. September 2021    | 11. September 2021       |
| 5  | Lights!, Camera!, Grizzled!   | 9. April 2021                  | Licht. Kamera. Grizzled.          | 24. September 2021    | 11. September 2021       |
| 6  | Duke Time                     | 16. April 2021                 | Duke-Zeit                         | 27. September 2021    | 11. September 2021       |
| 6  | Harpy Stubbs                  | 16. April 2021                 | Harl und Poppy                    | 27. September 2021    | 25. September 2021       |
| 7  | Quantifying Intrepidness      | 23. April 2021                 | Klein ganz Groß                   | 28. September 2021    | 2. Oktober 2021          |
| 7  | Green Light                   | 23. April 2021                 | Grünes Licht                      | 28. September 2021    | 2. Oktober 2021          |
| 8  | My Cool Aunt Freya            | 30. April 2021                 | Meine coole Tante Freya           | 29. September 2021    | 2. Oktober 2021          |
| 8  | The Cow Jumped Over The Spoon | 30. April 2021                 | Die Stehende Kuh des Flachlands   | 29. September 2021    | 2. Oktober 2021          |
| 9  | Stunt City                    | 4. Juni 2021                   | Stunt City                        | 30. September 2021    | 2. Oktober 2021          |
| 9  | Of Dads and Dudes             | 11. Juni 2021                  | Von Vätern und Söhnen             | 30. September 2021    | 2. Oktober 2021          |
| 10 | Fool on Fleck                 | 18. Juni 2021                  | Ein Streich für den Bürgermeister | 1. Oktober 2021       | 2. Oktober 2021          |
| 10 | Ramping Up                    | 25. Juni 2021                  | Alles sicher                      | 1. Oktober 2021       | 2. Oktober 2021          |
| 11 | Give 'Em A Hand               | 25. Juni 2021                  | Das Hindernisrennen               | 4. Oktober 2021       | 2. Oktober 2021          |
| 11 | Natural Habitat               | 27. Juni 2021                  | Eine grüne Stadt                  | 4. Oktober 2021       | 2. Oktober 2021          |

### Staffel 4 (2022)
| #  | Originaltitel                           | Original-Ausstrahlung (USA) | Deutscher Titel                   | Deutsche Ausstrahlung | Deutsche Online-Premiere |
| -- | --------------------------------------- | --------------------------- | --------------------------------- | --------------------- | ------------------------ |
| 1  | The Brawl In City Hall                  | 25. Oktober 2022            | Streit im Rathaus                 | 13. März 2023         | 30. November 2022        |
| 1  | Who Is Ludmilla Ersatz                  | 25. Oktober 2022            | Wer ist Ludmilla Ersatz?          | 13. März 2023         | 30. November 2022        |
| 2  | Crisis On Moonbase Momentous!           | 25. Oktober 2022            | Krise auf der Mondbasis           | 14. März 2023         | 30. November 2022        |
| 2  | Wreckless Driving                       | 25. Oktober 2022            | Waghalsiges Fahren                | 14. März 2023         | 30. November 2022        |
| 3  | A House Divided                         | 25. Oktober 2022            | Ein geteiltes Haus                | 15. März 2023         | 30. November 2022        |
| 3  | The Trojan Slooshie                     | 25. Oktober 2022            | Eisiger Hirnfrost                 | 15. März 2023         | 30. November 2022        |
| 4  | Born To Direct                          | 25. Oktober 2022            | Zum Filmen geboren                | 16. März 2023         | 30. November 2022        |
| 4  | The Wexler Deflector Conjecture         | 25. Oktober 2022            | Die Wexler-Deflektor-Theorie      | 16. März 2023         | 30. November 2022        |
| 5  | Billy in Höchstform (Billy To The Maxx) | 25. Oktober 2022            | Billy in Höchstform               | 17. März 2023         | 30. November 2022        |
| 5  | The Good, The Bad … And The Turtles     | 25. Oktober 2022            | Zwei glorreiche Schildkröten      | 17. März 2023         | 30. November 2022        |
| 6  | Day Of The Dread                        | 22. November 2022           | Ein Tag mit Dread                 | 20. März 2023         | 30. November 2022        |
| 6  | Mr. Produce Buys The Farm               | 22. November 2022           | Mr. Mercato kauft einen Bauernhof | 20. März 2023         | 30. November 2022        |
| 7  | This Land Is Harl’s Land                | 22. November 2022           | Das ist Harls Land                | 21. März 2023         | 30. November 2022        |
| 7  | Shirley Overdrive                       | 22. November 2022           | Shirley Super-Sauber              | 21. März 2023         | 30. November 2022        |
| 8  | Yes, No, Maybe So                       | 22. November 2022           | Ja, Nein, vielleicht              | 22. März 2023         | 30. November 2022        |
| 8  | Grizzled And Grizzled-er                | 22. November 2022           | Grizzled und Grizzled-er          | 22. März 2023         | 30. November 2022        |
| 9  | Freya, Basically                        | 22. November 2022           | Freya und die Hauptsache          | 23. März 2023         | 30. November 2022        |
| 9  | Where In The World Is Sheep Wheeler?    | 22. November 2022           | Wer ist Schaf Wheeler?            | 23. März 2023         | 30. November 2022        |
| 10 | King Fendrich I                         | 22. November 2022           | König Fendrich – Teil I           | 24. März 2023         | 30. November 2022        |
| 10 | King Fendrich II                        | 22. November 2022           | König Fendrich – Teil II          | 24. März 2023         | 30. November 2022        |